# Songs to Learn & Sing
Songs to Learn & Sing è una raccolta dei migliori brani degli Echo & the Bunnymen, uscito il 10 febbraio 1985.

## Tracce
1. Rescue - 3.46
2. The Puppet - 3.05
3. Do It Clean - 2.43
4. A Promise - 3.40
5. The Back of Love - 3.13
6. The Cutter - 3.55
7. Never Stop - 3.29
8. The Killing Moon - 5.46
9. Silver - 3.17
10. Seven Seas - 3.19
11. Bring On the Dancing Horses - 3.56